# NGC 230
NGC 230 (ook wel PGC 2539, ESO 474-14, MCG -4-2-37, AM 0040-234 of IRAS00399-2354) is een spiraalvormig sterrenstelsel in het sterrenbeeld Walvis.
NGC 230 werd in 1886 ontdekt door de Amerikaanse astronoom Francis Preserved Leavenworth.